# المتلازمة الكلوية الحليمية
المتلازمة الكلوية الحليمية (بالإنجليزية: Papillorenal syndrome) هو اضطراب جيني يقع على الصبغي الجسمي السائد والذي يتسم باضطراب في نمو الكلية وفي ثلامة العصب البصري.

## الأعراض والعلامات

### الأعراض البصرية
يُعد خلل التنسج في القرص البصري أهم الانحرافات البصرية للمتلازمة الكلوية الحليمية، والذي ينتج بسبب طفرة في جين Pax2. يظهر عادة انحرافات في الطرف العصبي تشبه انحرافات القرص البصري، والتي توصف أيضا بأنها ثلامة. الثلامة هي فشل في إغلاق الشق المشيمي وهو الثقب في الجانب الجوفي للشبكية في القصبة البصرية. وعلى الرغم من التشابه بين المتلازمة الكلوية الحليمية والثلامة، إلا أنه يوجد اختلافات ملحوظة مثل خلل التنسج في القرص البصري والذي لا يمكن تصنيفه على أنه نوع واحد. يكون بصر بعض المرضى طبيعي أو شبه طبيعي، غير أن بعض المرضى يُصابون بمشاكل في النظر مصاحبة للمرض، وإن كان من غير الأكيد إن كان ذلك ناتجا عن خلل تنسج الأعصاب البصرية أم أنها نتيجة محتملة للانحرافات الحليمية الشبكية.

### الأعراض الكلوية
أكثر الأعراض شيوعًا في المرضى المصابين بالمتلازمة الكلوية الحليمية هو خلل التنسج في الكلية، إذ تظهر الكلية صغيرة وغير نامية والتي تؤدي في كثير من الأحيان إلى مرض الكلى المزمن. تظهر التقديرات أن 10% من الأطفال المصابين بخلل التنسج في الكلية مصابون بالمتلازمة الكلوية الحليمية. سُجلت العديد من الانحرافات النسيجية مثل:
- نقص في عدد الوحدات الأنبوبية الكلوية المصاحبة لتضخم الخلايا

- تصلب الكبيبات البقعي
- تليف نسيجي وموت خلوي أنبوبي
- خلل التنسج الكلوي

يعاني أكثر من ثلث المرضى المصابين من مرض الكلية المزمن والذي قد يؤدي في النهاية إلى فشل كلوي كامل.